# Calle de Colón (Vigo)
La calle de Colón es una vía urbana de la ciudad española de Vigo. Constituye una de las principales arterias que conectan el centro urbano con el mar. Comienza en la plaza de Compostela y termina en Urzaiz, y a lo largo de su recorrido cruza con las calles, Arenal, Rosalía de Castro, Policarpo Sanz, García Barbón y Uruguay. Consta de entre tres y cuatro carriles, uno de ellos carril bus.

## Historia
Se construyó en 1875 como conexión con los terrenos ganados al mar y el dique construido por aquel entonces. Se denominó inicialmente calle del Ramal, y en 1892, pasó a llamarse calle de Colón, al cumplirse 400 años del descubrimiento de América de Cristóbal Colón, hecho que propició la recuperación del nombre en los callejeros de todo el Estado. La calle se re inauguró con el nombre actual en un acto solemne celebrado el 12 de octubre de ese mismo año.

## Edificios singulares

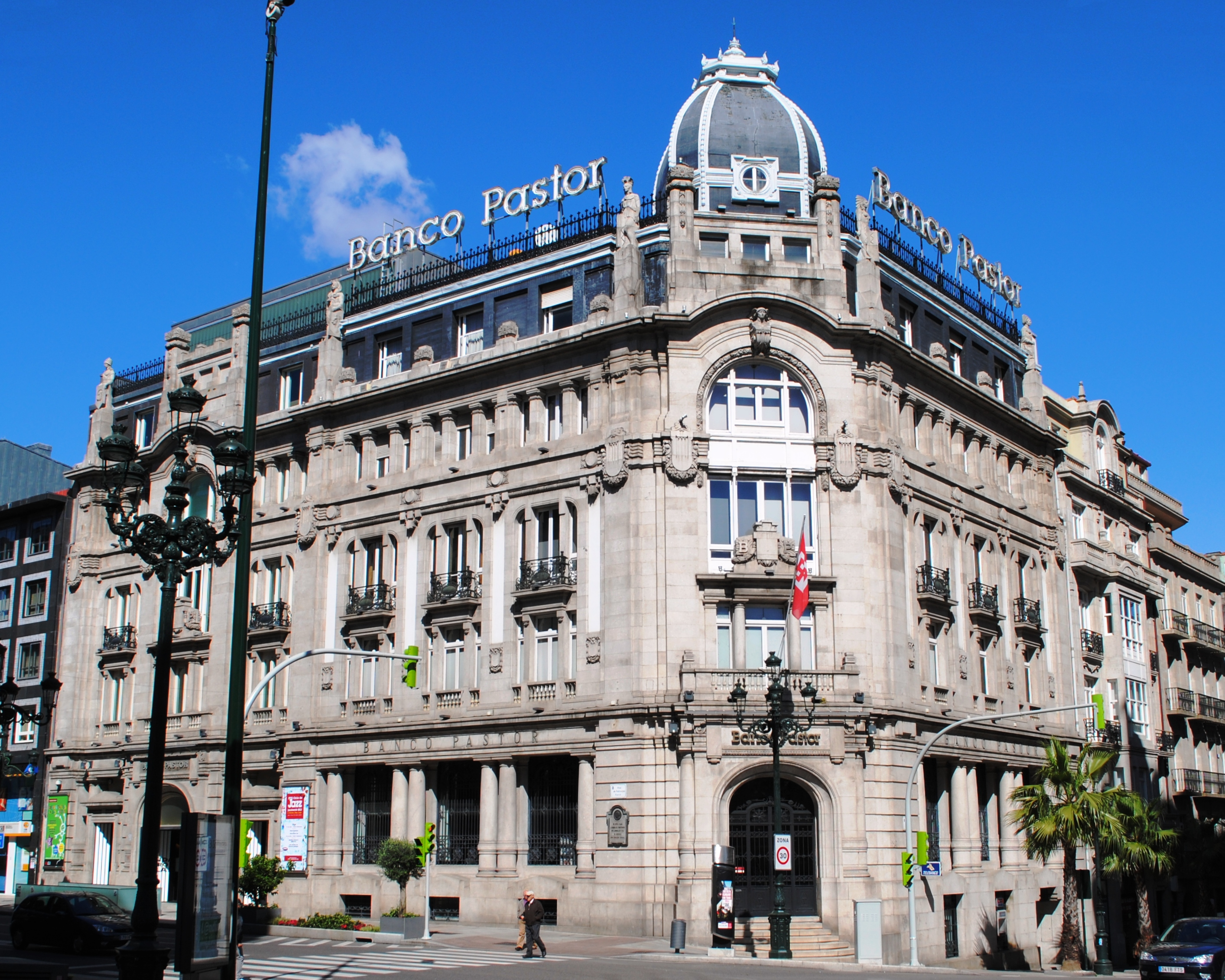
Edificio Banco de Vigo en la intersección entre la calle Colón y Policarpo Sanz.

- Edificio Banco de Vigo o del Banco Pastor, haciendo chaflán entre la calle de Policarpo Sanz y Colón, fue diseñado por el arquitecto Manuel Gómez Román. Es un edificio de estilo ecléctico y modernista.

- Colón, 30. Construido por el arquitecto Jenaro de la Fuente Álvarez, hijo de Jenaro de la Fuente Domínguez. Fue sede del diario vigués Faro de Vigo.[2]

- Edificio Ribas, entre Colón y Marqués de Valladares.

- Colón, 28. Construido por Jenaro de la Fuente Domínguez.